# Julius Rodenberg

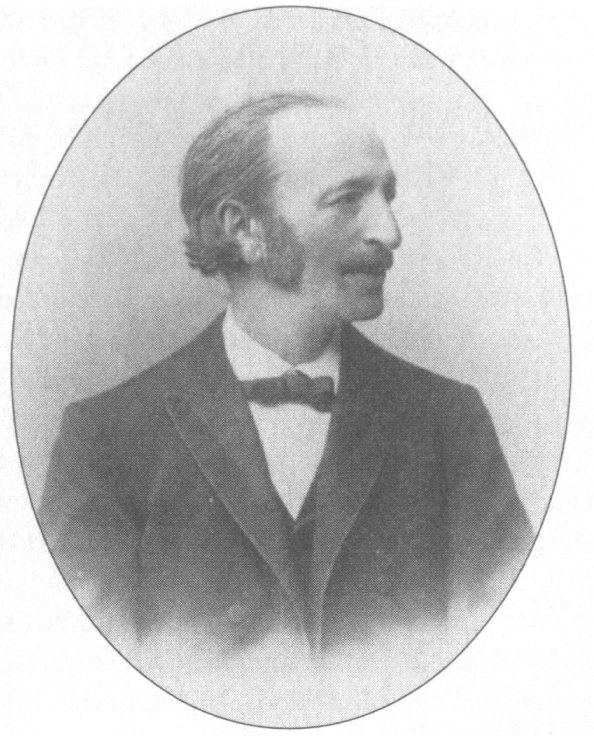
Porträt Julius Rodenberg

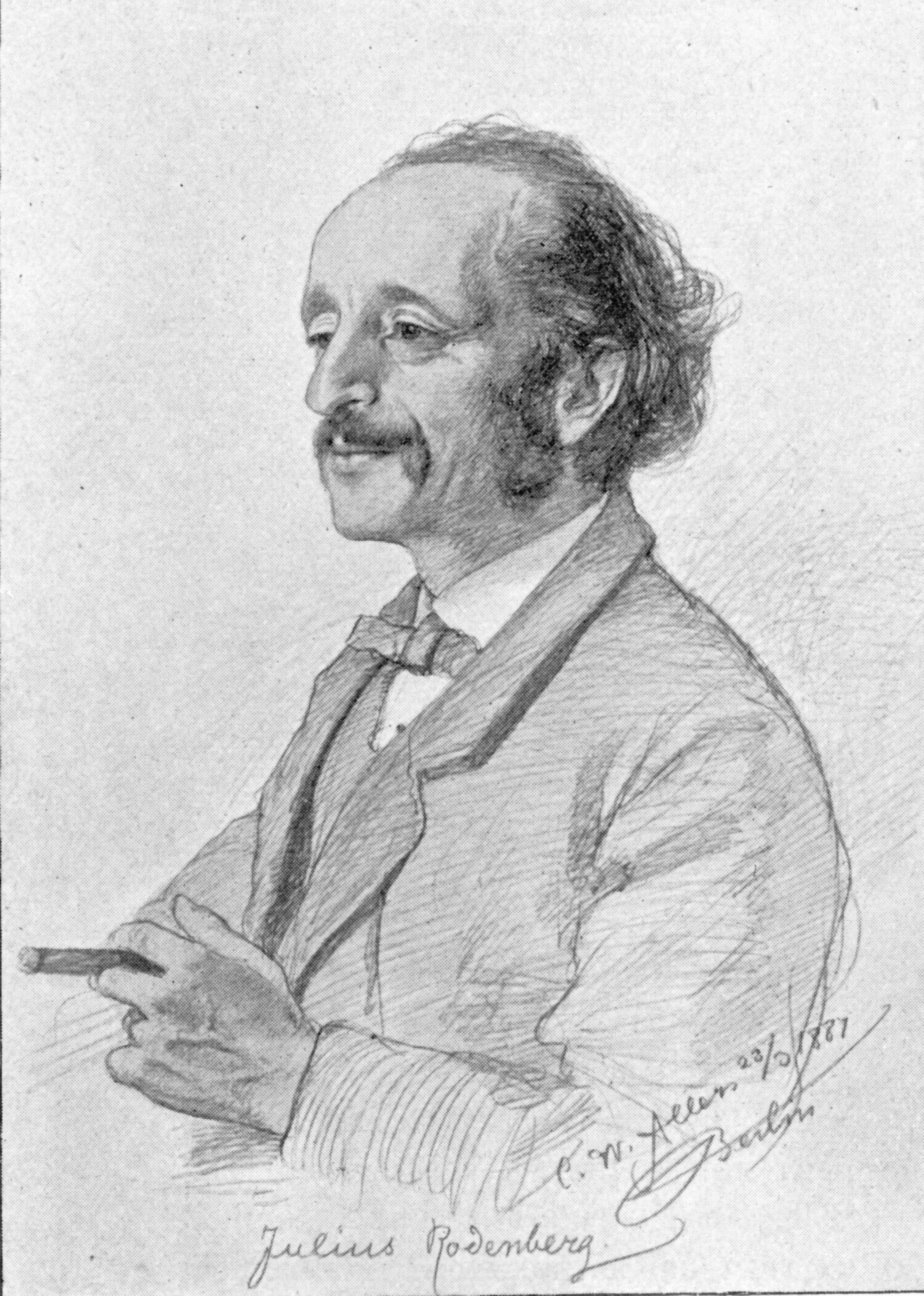
Julius Rodenberg, 1889

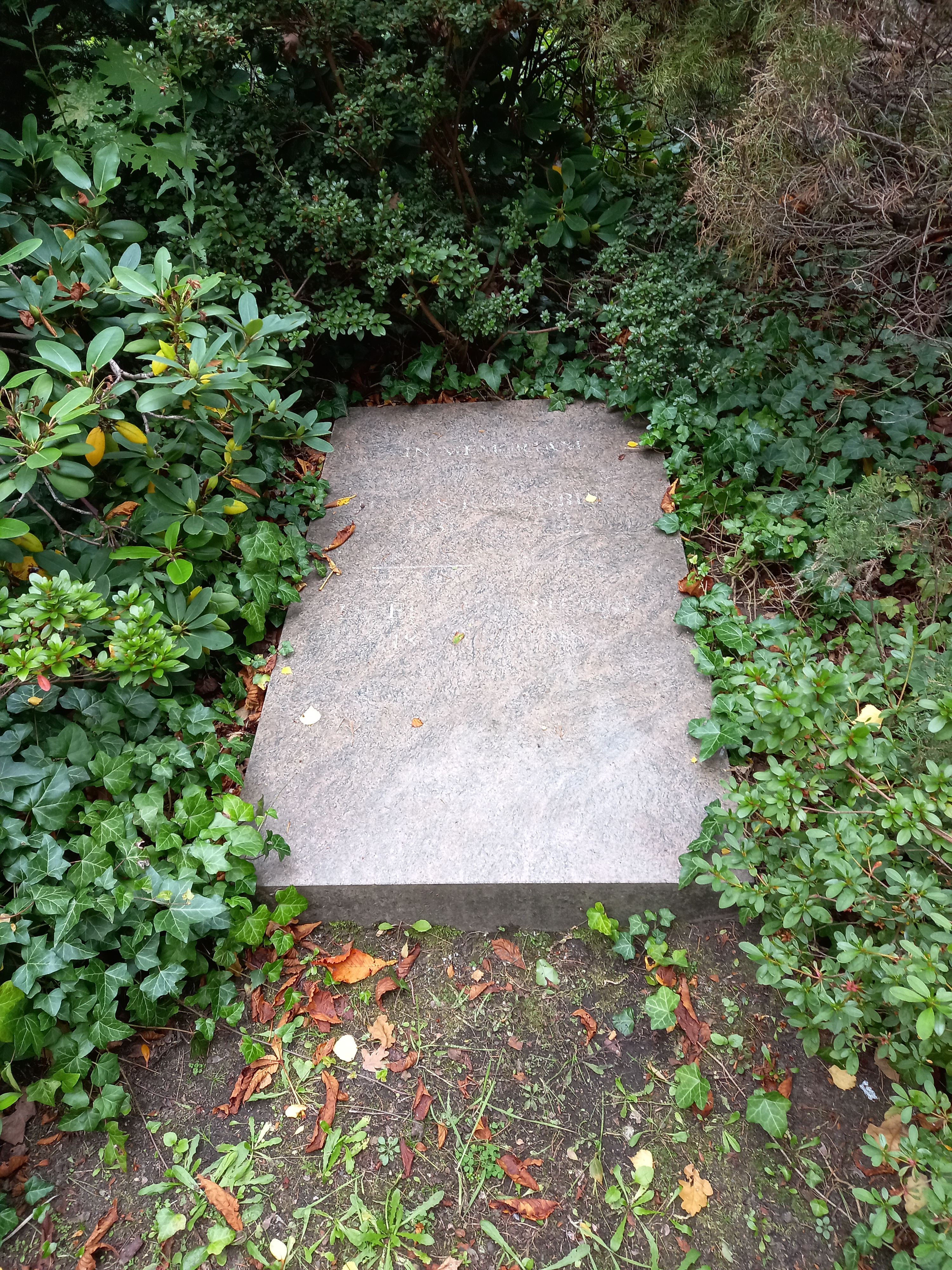
Das Grab von Julius Rodenberg und Ernst Friedel auf dem Zentralfriedhof Friedrichsfelde in Berlin

Julius Rodenberg (geb. 26. Juni 1831 in Rodenberg; gest. 11. Juli 1914 in Berlin; eigentlich Julius Levy) war ein deutscher Journalist und Schriftsteller. 1874 gründete er die Deutsche Rundschau.

## Leben
Rodenberg wurde als ältestes von sechs Kindern des jüdischen Kaufmanns Simon Gumbert Levy und dessen Ehefrau Amalia geb. Coppel im damals kurhessischen Rodenberg bei Hannover geboren. Eine seiner Schwestern war Bertha Markheim. Nach dem ersten Unterricht am privaten Lehrinstitut Schröder wurde er ab 1841 von Hauslehrern erzogen. 1845 besuchte Rodenberg die Höhere Bürgerschule in Hannover und wechselte im darauffolgenden Jahr an das Gymnasium Ernestinum in Rinteln. Dort befreundete er sich mit Franz von Dingelstedt und Friedrich Oetker. Mit 20 Jahren legte er sein Abitur ab und studierte anschließend Rechtswissenschaften in Heidelberg. In Marburg und in Berlin setzte er seine Studien fort. Während seines Studiums wurde er im Wintersemester 1851/52 Mitglied der Burschenschaft Teutonia Heidelberg und später auch der Burschenschaft Saxonia Marburg. Im Wintersemester 1895/96 erhielt Rodenberg das Ehrenband der Burschenschaft Alemannia Göttingen.
1854 kehrte Rodenberg an die Universität Marburg zurück. Im selben Jahr riet ihm Karl August Varnhagen von Ense zu einer Namensänderung und zur Konversion zum Christentum. Ein Jahr darauf wurde die Namensänderung durch seinen Landesherrn, den Kurfürsten Friedrich Wilhelm I. von Hessen-Kassel, gestattet. Zur Konversion konnte sich Rodenberg aber nicht entschließen.
1856 schloss Rodenberg sein Studium mit einer Promotion über die Regredienterbschaft ab. Danach unternahm er eine Reise nach Großbritannien und lernte dort u. a. die Komponistin Johanna Kinkel und deren Ehemann Gottfried Kinkel kennen, deren Maikäferbund immer noch unvergessen war. Nach seiner Rückkehr ließ sich Rodenberg 1859 in Berlin nieder und schrieb als freier Mitarbeiter u. a. für die National-Zeitung, die Neue Preußische Zeitung und die Breslauer Zeitung. In Hamburg wurde er 1858 in die Freimaurerloge Zur Brudertreue an der Elbe aufgenommen.
Er wohnte in Berlin u. a. in der Französischen Straße 52 und später bis zu seinem Tode nahe dem Tiergarten in der damaligen Margarethenstraße 1 (heute: Scharounstraße). 1863 heiratete er die Katholikin Justina Schiff (1837–1923), mit der er eine Tochter, Alice (geb. 1864), hatte.

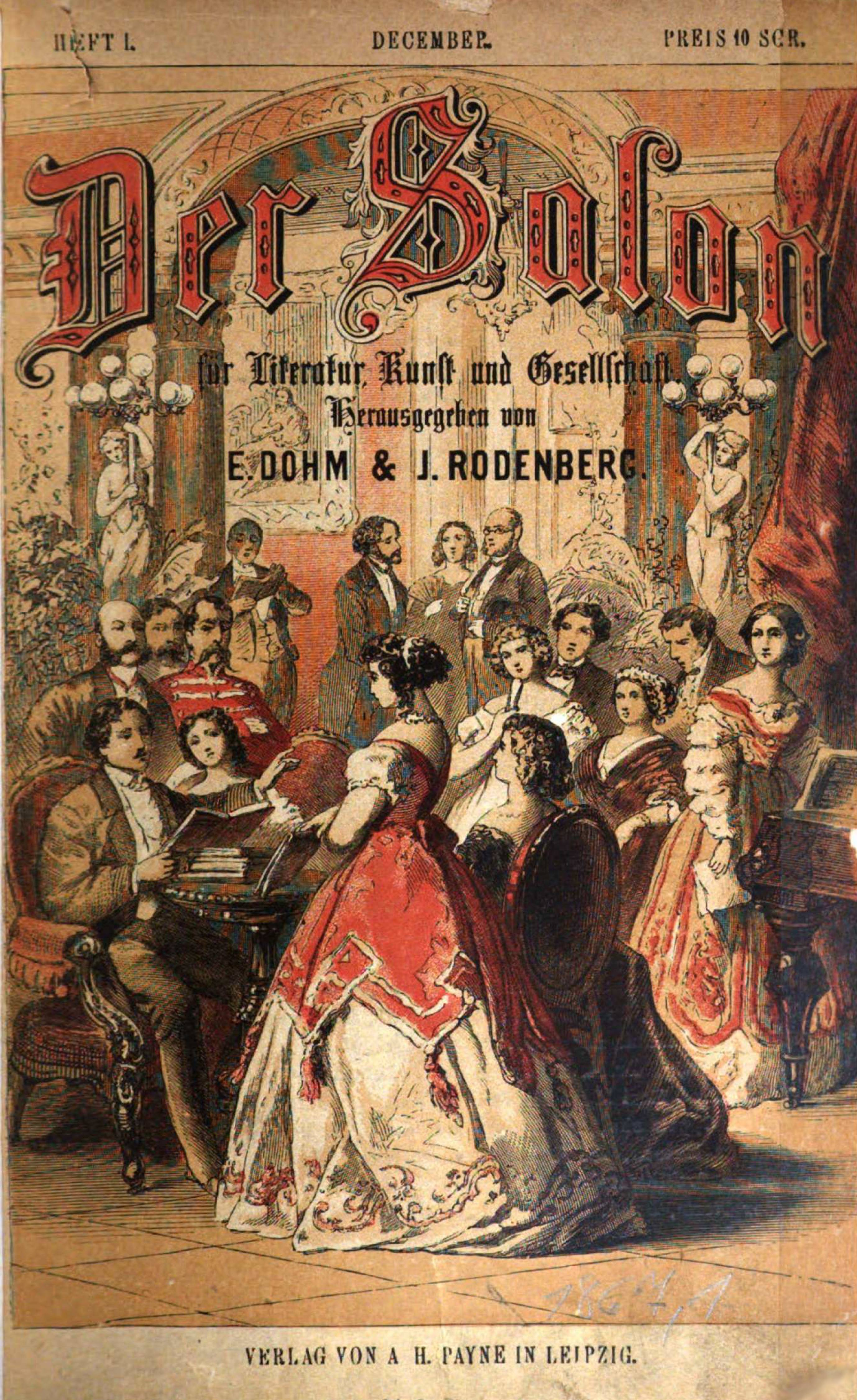
Der Salon für Literatur, Kunst und Gesellschaft, Titelblatt von Heft 1, 1867

Seit den 1860er Jahren lebte Rodenberg vom Journalismus und von seiner schriftstellerischen Arbeit. Von 1861 bis 1863 gab er in Berlin eine erste eigene Unterhaltungszeitschrift unter dem Titel Deutsches Magazin heraus, redigierte von 1865 an für zwei Jahre die literarische Beilage der illustrierten Modezeitung Der Bazar und rief 1867 gemeinsam mit dem Journalisten Ernst Dohm die Zeitschrift Der Salon für Literatur, Kunst und Gesellschaft ins Leben, an der zahlreiche prominente Autoren wie Berthold Auerbach, Theodor Fontane, Karl Gutzkow, Paul Heyse, Theodor Storm oder Iwan Turgenjew mitarbeiteten. Als sich Dohm 1871 von der Redaktion zurückzog, war Rodenberg von 1872 bis 1874 allein für das Blatt verantwortlich. Der Salon ging 1875 an Franz Hirsch über und erschien noch bis 1890. 1874 gründete Rodenberg die Deutsche Rundschau, die monatlich herauskam und zur führenden deutschen Kulturzeitschrift im letzten Drittel des 19. Jahrhunderts avancierte. Dabei wurde er von Gustav Heinrich von und zu Putlitz und Berthold Auerbach tatkräftig gefördert und unterstützt.
1879 engagierte sich Rodenberg in Weimar für ein Goethe-Nationalmuseum und gelegentlich auch für die Deutsche Schillerstiftung. 1885 gehörte zu den Mitbegründern der Goethe-Gesellschaft.
Er gehörte zum Kreis der Autoren und Schriftsteller, die im Auftrag des Kölner Schokoladeproduzenten Ludwig Stollwerck an der literarischen Gestaltung der Stollwerck-Sammelbilder und Sammelalben mitarbeiteten. Weitere Autoren waren die Dichterin „T. Resa“ alias Theresa Gröhe, geb. Pauli-Greiffenberg, der Zoologe Paul Matschie, der Schriftsteller Hans Eschelbach, der Schriftsteller Joseph von Lauff, der Lyriker Carl Hermann Busse, der Romancier Gustav Falke, die Dichterin Anna Ritter u. v. a. m.
Julius Rodenberg starb am 11. Juli 1914 im Alter von 83 Jahren in Berlin. Er wurde auf dem Central-Friedhof Friedrichsfelde bestattet. Die Grabstele aus Sandstein schuf der Bildhauer Hugo Lederer.

## Rezeption
In den 1980er Jahren entdeckte der Berliner Feuilletonist Heinz Knobloch (vor allem bekannt durch seine Feuilletons in der Wochenpost) Julius Rodenberg für eine breitere Öffentlichkeit wieder und schrieb u. a. einen Essay als Nachwort zu einer von ihm initiierten Neuauflage der Bilder aus dem Berliner Leben.
Aus Anlass des 150. Geburtstags von Julius Rodenberg gab die Ortsgruppe Rodenberg des „Heimatbundes Grafschaft Schaumburg“ eine Gedenkschrift heraus. Seit dem Beginn des 21. Jahrhunderts trägt eine Grundschule in Rodenberg den Namen Julius Rodenbergs. Eine weitere Schule mit diesem Namen in Berlin-Prenzlauer Berg wurde geschlossen.
In seiner Heimatstadt Rodenberg, Landkreis Schaumburg, sind Leben und Werk Julius Rodenbergs Teil der Dauerausstellung der Museumslandschaft Rodenberg. Neben Handschriften, Fotos und Büchern sind dort alle 160 Bände der unter Julius Rodenberg herausgegebenen Bände der Deutschen Rundschau dauerhaft ausgestellt.
Im Norden des Berliner Ortsteils Prenzlauer Berg wurde die Rodenbergstraße bereits zu seinen Lebzeiten (am 23. August 1902) nach Julius Rodenberg benannt und trägt diesen Namen (mit Unterbrechung) bis heute.
Bei seinen ersten Gedichten orientiert sich Rodenberg an der Lyrik Emanuel Geibels.

## Auszeichnungen und Ehrungen
- 1899: Professorentitel
- 1906: Gedenktafel an Rodenbergs Geburtshaus
- 1911: Ehrenbürger von Rodenberg
- 1911: Ehrendoktor der Universität Marburg

## Stiftung
Zu Ehren von Julius Rodenberg wurde im Jahr 2016 eine gemeinnützige Stiftung ins Leben gerufen. Gegründet von Norbert Jahn ist sie eine Treuhandstiftung der Bürgerstiftung Schaumburg und Mitglied im Bundesverband Deutscher Stiftungen. Im Mittelpunkt steht die Förderung junger Menschen im Landkreis Schaumburg und den angrenzenden Gemeinden. Ziel ist es, Jugendliche auszuzeichnen, die sich in der Kirche, Sport- oder sonstigen Vereinen oder Organisationen in besonderem Maß gesellschaftlich engagieren. Mit einem Stipendium für kulturelle, soziale sowie ausbildungsbezogene Weiterbildung möchte die Rodenberg-Stiftung insbesondere sozial bedürftige Personen unterstützen. Der Stifter hat beim Deutschen Patent- und Markenamt auch die Rechte am Namen Julius Rodenberg schützen lassen.

## Werke (chronologisch)
- Fliegender Sommer. Eine Herbstgabe. Schlodtmann, Bremen 1851.
- Dornröschen. Schlodtmann, Bremen 1852.
- Der Majestäten Felsenbier und Rheinwein lustige Kriegshistorie. Rümpler, Hannover 1853.
- Lieder. Rümpler, Hannover 1854 (darin Wohlauf in Gottes schöne Welt)
- Musikalischer Sonettenkranz. Rümpler, Hannover 1855.
- Die Regredienterbschaft. Elwert, Marburg 1856 (Jur. Diss.)
- Pariser Bilderbuch. Vieweg, Braunschweig 1856.
- Für Schleswig-Holstein! Hoffmann u. Campe, Hamburg 1856.
- Dramatische Idyllen (Waldmüllers Margret. – Ehen werden im Himmel geschlossen. – Alfieri). Bertram, Cassel 1858.
- Kleine Wanderchronik. Rümpler, Hannover 1858.
- Ein Herbst in Wales. Land und Leute, Märchen und Lieder. Rümpler, Hannover 1858.
- Deutsche Antwort auf die Welsche Frage. Rümpler, Hannover 1859.
- Alltagsleben in London. Springer, Berlin 1860.
- Verschollene Inseln. Sand und Seebilder. Springer, Berlin 1861.
- Stillleben auf Sylt. Springer, Berlin 1861 [3., verm. Aufl. 1876].
- Die Harfe von Erin. Mährchen und Dichtung in Irland. Grunow, Leipzig 1861.
- Tag und Nacht in London. Ein Skizzenbuch zur Weltausstellung. Seehagen, Berlin 1862. (Neu herausgegeben von Stefan Neuhaus. Wehrhahn, Hannover 2007, ISBN 978-3-86525-302-6)
- Feramors. Lyrische Oper in drei Akten. Dichtung frei nach Thomas Moore. Musik von Anton Rubinstein. Dresden 1863.
- Die Straßensängerin von London. Ein Roman in drei Büchern. Seehagen, Berlin 1863.
- Die Insel der Heiligen. Eine Pilgerfahrt durch Irlands Städte, Dörfer und Ruinen. Janke, Berlin 1864.
- Die neue Sündfluth. Ein Roman aus dem vorigen Jahrhundert. Derschel, Berlin 1865.
- Die Myrthe von Killarney. Ein modernes Idyll. Grote, Berlin 1867.
- Ein dänisches Seebad. Vier Wochen in Helsingör. Gerschel, Berlin 1867.
- Kriegs- und Friedenslieder. Lipperheide, Berlin 1870.
- Studienreisen in England. Bilder aus Vergangenheit und Gegenwart. Brockhaus, Leipzig 1872.
- In deutschen Landen. Skizzen und Ferienreisen. Brockhaus, Leipzig 1874.
- Wiener Sommertage. Brockhaus, Leipzig 1875 (neu herausgegeben und mit einem Nachwort von Peter Payer; Czernin, Wien 2009).
- Ferien in England. Paetel, Berlin 1876.
- Die Grandidiers. Ein Roman aus der französischen Kolonie. Hallberger, Stuttgart 1878.
- Belgien und die Belgier. Studien und Erlebnisse während der Unabhängigkeitsfeier im Sommer 1880. Paetel, Berlin u. a. 1881.
- Heimatherinnerungen an Franz Dingelstedt und Friedrich Oetker. Paetel, Berlin 1882.
- Lieder. Gesenius, Halle a. S. 1885.
- Herrn Schellbogen’s Abenteuer. Ein Stücklein aus dem alten Berlin. Paetel, Berlin 1890. Digitalisierung: Zentral- und Landesbibliothek Berlin, 2020. URN urn:nbn:de:kobv:109-1-15424600
- Klostermann’s Grundstück, nebst einigen anderen Begebenheiten, die sich in dessen Nachbarschaft zugetragen haben. Paetel, Berlin 1891. Digitalisiert von der Zentral- und Landesbibliothek Berlin, 2020. URN urn:nbn:de:kobv:109-1-15418170 (neu herausgegeben von Rudolf Zerries; Rodenberg Verlag, Rodenberg 2015, ISBN 978-3-00-050887-5).
- Eine Frühlingsfahrt nach Malta. Mit Ausflügen in Sicilien. Paetel, Berlin 1893.
- Bilder aus dem Berliner Leben. 3 Bände. Paetel, Berlin 1885–1887.
- Carl Alexander, Großherzog von Sachsen-Weimar-Eisenach. Zu seinem achtzigsten Geburtstage. Paetel, Berlin 1898.
- Die Begründung der „Deutschen Rundschau“. Ein Rückblick. Paetel, Berlin 1899. (Digitalisat)
- Erinnerungen aus der Jugendzeit. Autobiographie. Paetel, Berlin 1899.
- Epilog für die Aufführung des „Tasso“ am Goethetage im Großherzoglichen Hoftheater zu Weimar 9. Juni 1906. Hof Buchdruckerei, Weimar 1906.
- Aus der Kindheit. Erinnerungsblätter. Paetel, Berlin 1907 (neu herausgegeben von Rudolf Zerries; Rodenberg Verlag, Rodenberg 2016, ISBN 978-3-9818134-0-1).

## Vertonungen
Zahlreiche Gedichte Julius Rodenbergs wurden vertont. Zu den Komponisten zählen zum Beispiel Albert Dietrich, Ferdinand Hiller, Hans Huber, Heinrich Marschner, Joachim Raff, Carl Reinecke, Felix Weingartner und Alexander von Zemlinsky.